# Villa Tata Ice
La Villa Tata Ice est une villa située, au no 101 avenue de la Paix, au Touquet-Paris-Plage, dans le quartier résidentiel du « triangle d'or » près de l'église et de l'hôtel de ville. La villa doit son nom au souvenir d'une « Tante Alice ».  Les façades, les toitures et la pergola de la terrasse font l’objet d’une inscription au titre des monuments historiques depuis le 1er décembre 1997.

## Localisation
La villa est sise au no 101 de l'avenue de la Paix.
Elle est située dans l'axe de l'avenue de la Reine-Victoria, en béton recouvert d'un enduit rose. La villa est marquée par la vigueur de ses formes : arc au-dessus de l'entrée du garage, baies du second étage aux formes inversées, fortes moulures verticales latérales, décrochement au niveau du second étage portant le nom de la villa, impostes aux formes inversées de l'avant-corps couvert d'une terrasse à gauche, cheminée, clôture et montants du portail d'entrée.

## Construction
Construite en 1926 par l'architecte Horace Pouillet, elle est décrite comme « réalisation la plus surprenante de l'architecte lillois Horace Pouillet ». Son architecture est largement empruntée au cubisme tchèque et ses formes sont inspirées de l'Art Déco.
Le mobilier de cette villa a également été dessiné par l'architecte Horace Pouillet.
Cette villa a remporté de nombreux concours de maisons fleuries dans les années 1960 grâce à ses imposants massifs d'hortensias. Elle a été entièrement rénovée et repeinte en 2009.
Cette villa rose possède une façade anthropomorphe, avec un étrange pilier en forme de totem (référence chinoise ou japonaise). Elle correspond à l'aboutissement du style d'Horace Pouillet, maniant les tendances Art nouveau avec aisance. Le dessin de la totalité de la maison, décors, mobiliers et barrières donnent à Tata Ice un caractère exceptionnel et dévoile toute l'invention de l'architecte pour créer une œuvre totale.[réf. nécessaire]

## Photos

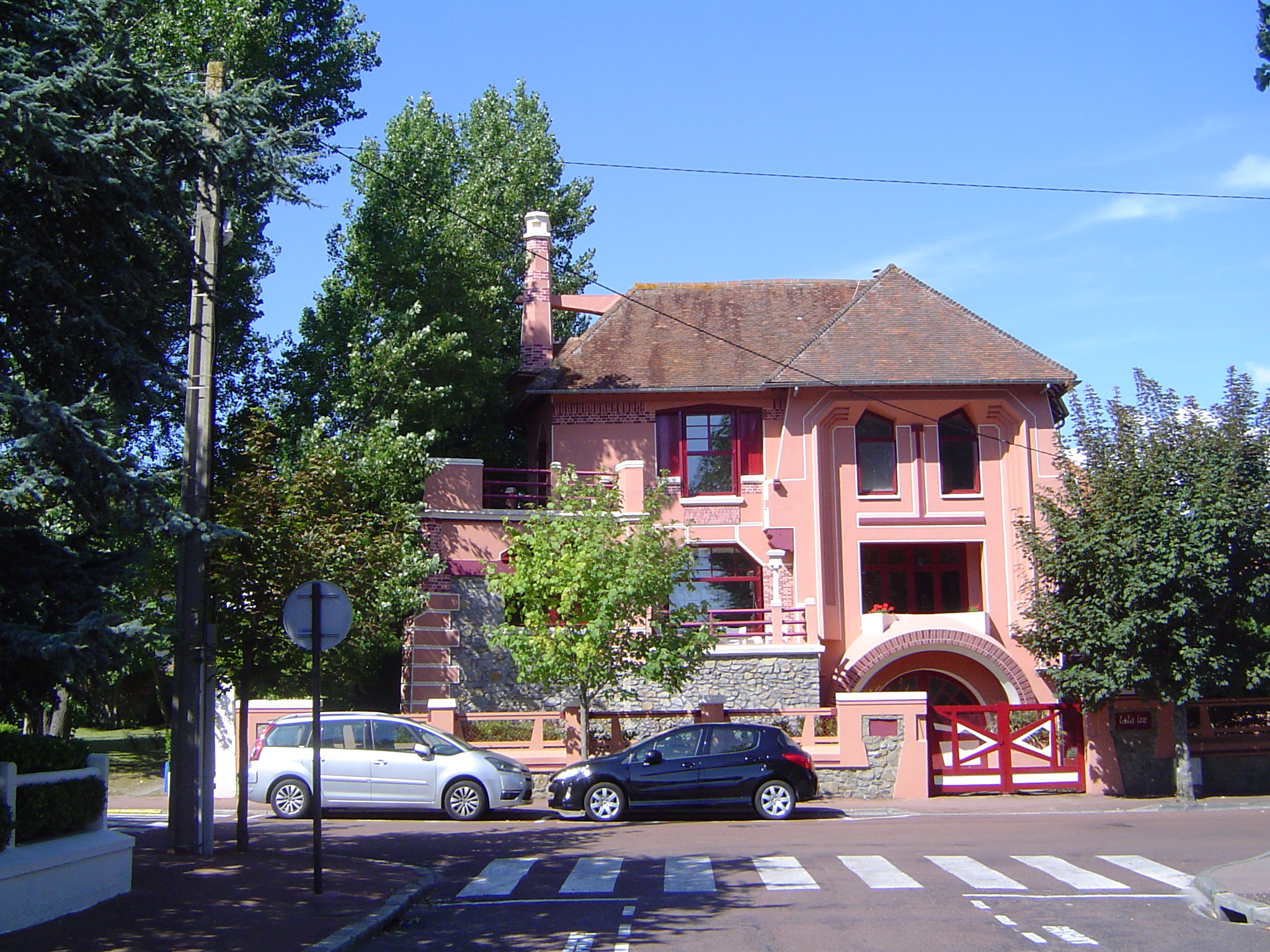
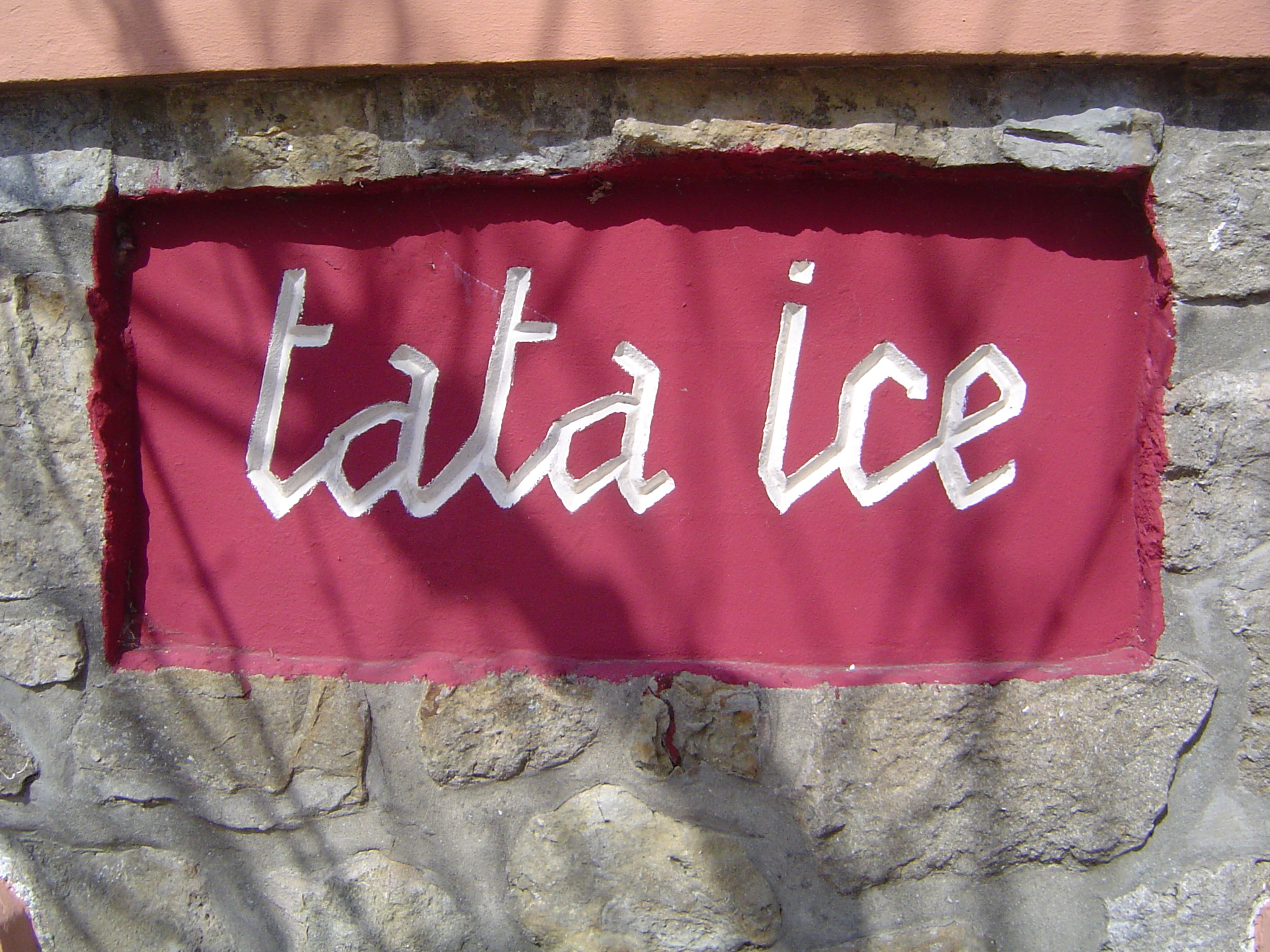
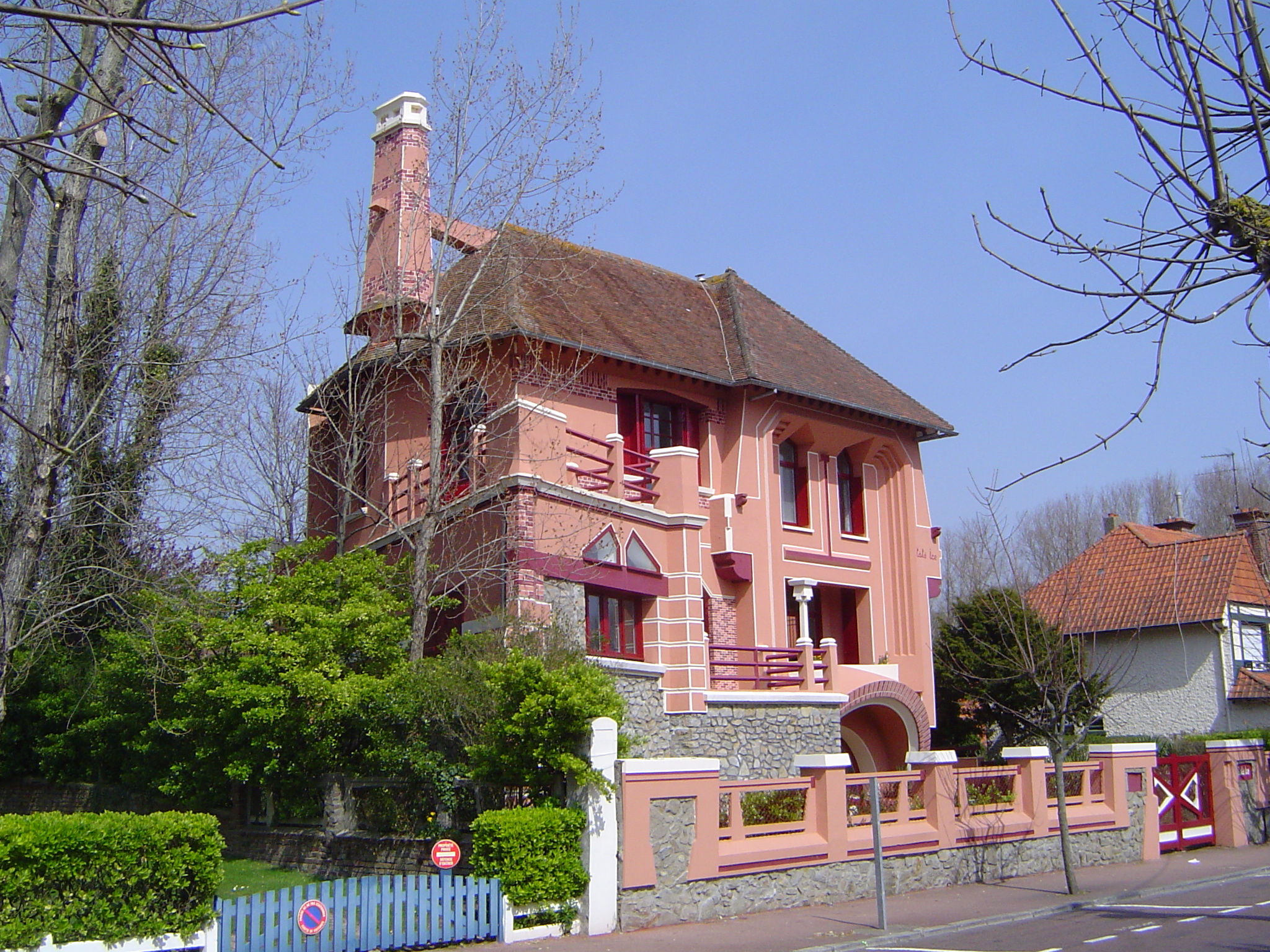
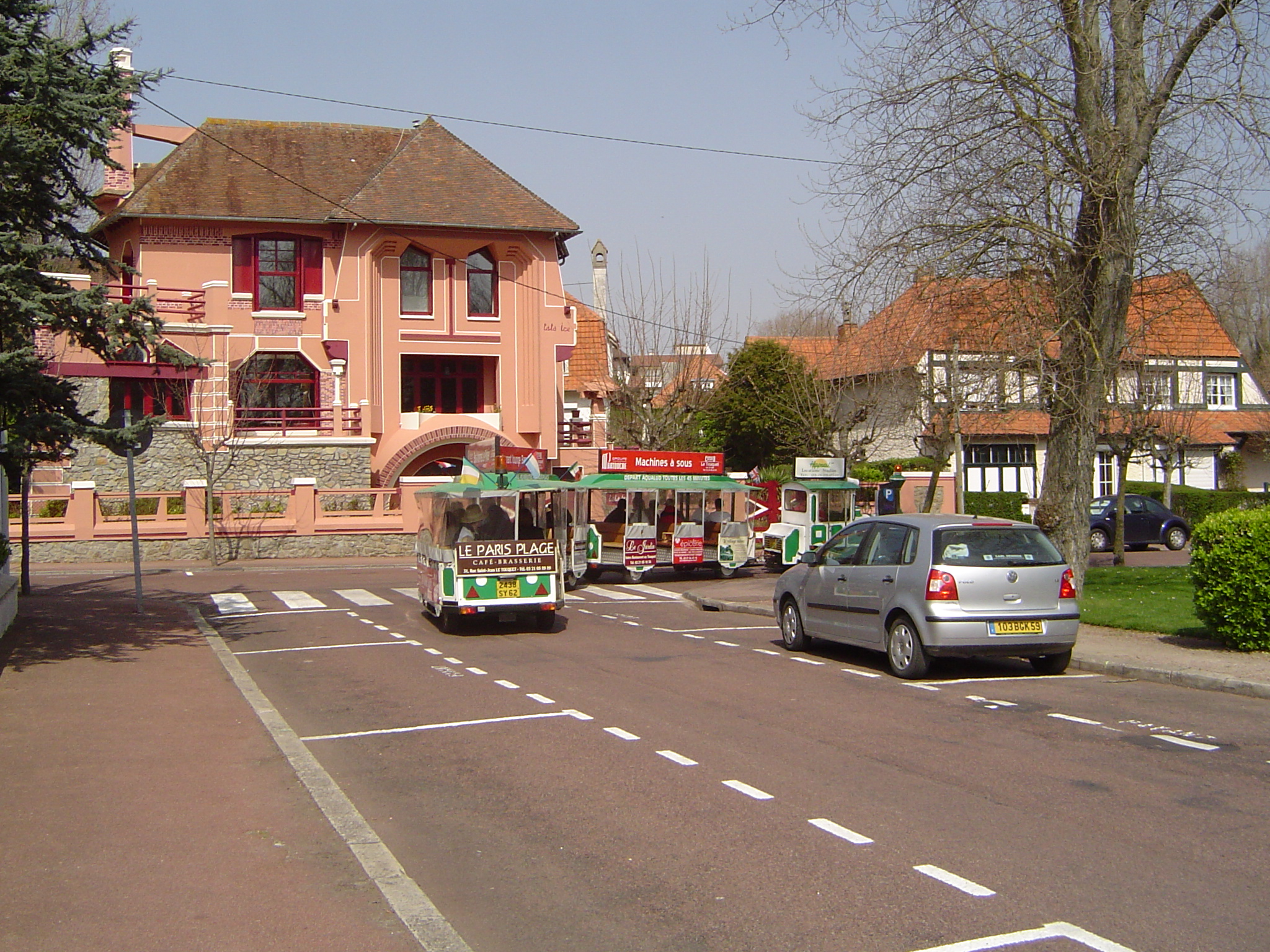
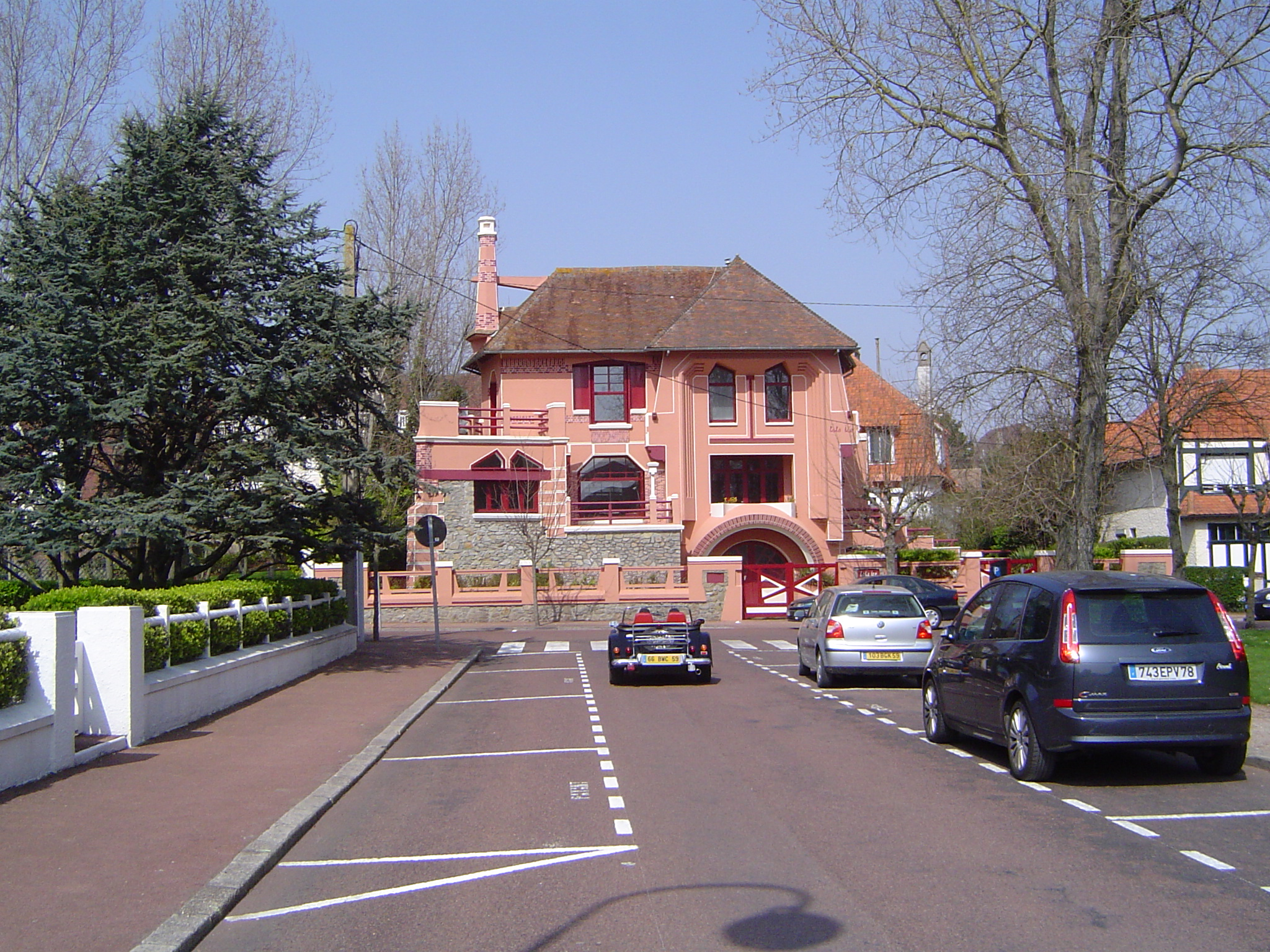
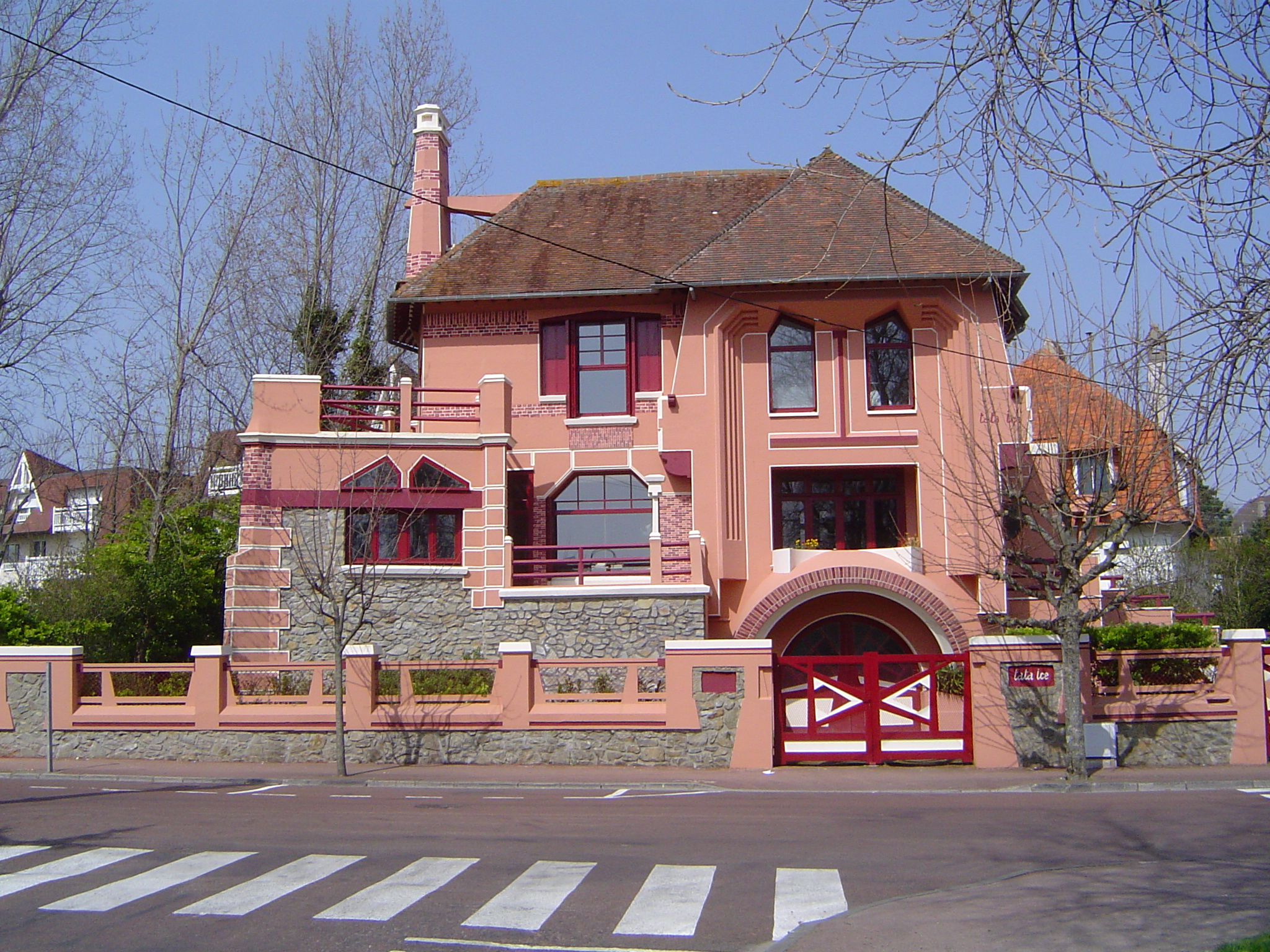
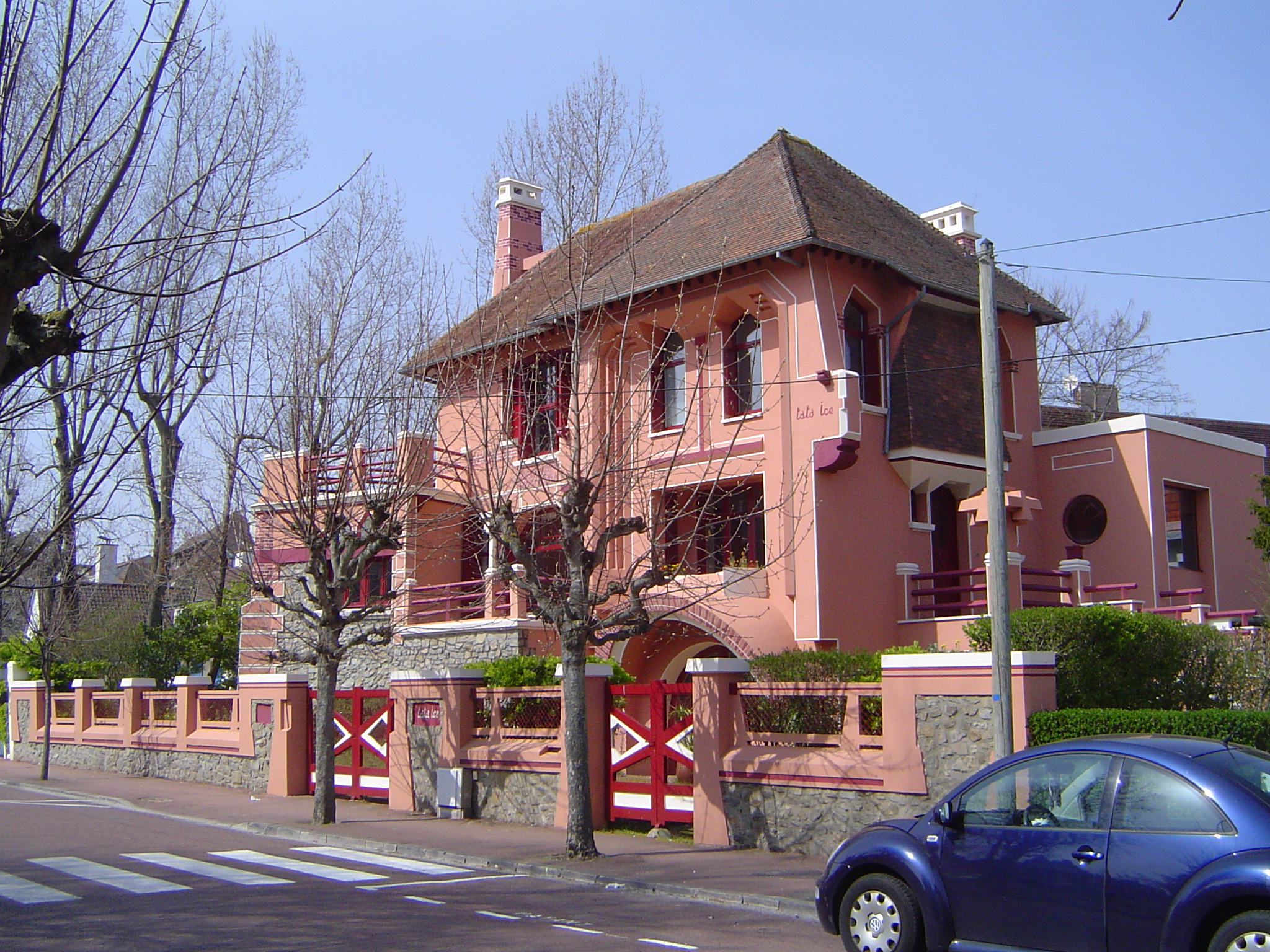

## Pour approfondir